# Club Deportivo Cuenca Femenino
El Club Deportivo Cuenca Femenino es un equipo de fútbol femenino ecuatoriano, originario de la ciudad de Cuenca. Fue fundado el 4 de marzo de 1971. Fue fundado el 4 de marzo de 1971. Actualmente participa en fútbol femenino y masculino: su plantel femenino se desempeña en el Ascenso Nacional, y su plantel masculino, en la Serie A de Ecuador.

## Uniforme
- Uniforme titular: Camiseta roja, pantalón negro, medias negras.
- Uniforme alterno: Camiseta blanca, pantalón blanco, medias blancas.

### Evolución uniforme titular
| 2019 | 2020 | 2021 |

### Evolución uniforme alterno
| 2019 | Copa Libertadores Femenina 2019 | 2020 | 2021 |

### Auspiciantes
| Indumentaria  |           |
| Período       | Proveedor |
| 2019-2020     | Joma      |
| 2021-presente | Lotto     |

| Patrocinador |                      |                                                                      |
| Período      | Patrocinador oficial | Patrocinador secundario                                              |
| 2019         | Chubb Seguros        | Novacredit, Hospital del Río, FUDELA, Women for Women Ecuador.       |
| 2020         | Sin Patrocinador     | Novacredit, Hospital del Río, Fox Gym                                |
| 2021         | Chubb Seguros        | Banco del Austro, Clínica Santa Inés, ETAPA-EP, Graiman, La Europea. |

## Estadio

### Estadio Alejandro Serrano Aguilar
El Estadio Alejandro Serrano Aguilar, propiedad de la Federación Deportiva de Azuay, es el estadio donde juega de local el Deportivo Cuenca. Su capacidad es para 16 540 personas reglamentariamente y se encuentra ubicado en la ciudad de Cuenca, en la Av. del Estadio y José Peralta.
Este estadio fue inaugurado el 3 de noviembre de 1945 con el nombre de Estadio Municipal El Ejido, cambiándose en 1971 por el de Estadio Alejandro Serrano Aguilar en honor a Alejandro Serrano Aguilar, alcalde de Cuenca y presidente del club en ese entonces. Desde 2015 hasta la actualidad se lo conoce por el nombre comercial Estadio Alejandro Serrano Aguilar Banco del Austro.

## Datos del club
- Temporadas en Serie A: 3 (2019).
- Mejor puesto en la liga: 1.º (2019,2021).[5][6]
- Mayor goleada a favor en torneos nacionales:
  - 21 - 1 contra Fuerza Amarilla (24 de agosto de 2019).
- Mayor goleada a favor en torneos internacionales:
  - 5 - 1 contra Mundo Futuro (15 de octubre de 2019)
- Mayor goleada en contra en torneos nacionales:
  - 0 - 9 contra Liga de Quito (20 de julio de 2024).
- Mayor goleada en contra en torneos internacionales:
- Máximo goleador histórico: Madelin Riera (85 goles anotados en partidos oficiales).
- Máximo goleador en torneos nacionales: Madelin Riera (74 goles).
- Máximo goleador en torneos internacionales: Madelin Riera (11 goles).
- Primer partido en torneos nacionales:
  - Fuerza Amarilla 0 - 7 Deportivo Cuenca (27 de abril de 2019 en el Complejo Favián Aguilar).
- Primer partido en torneos internacionales:
  - Deportivo Cuenca 3 - 1 Estudiantes de Caracas (11 de octubre de 2019 en el Estadio Rodrigo Paz Delgado) (Copa Libertadores 2019).

### Participaciones internacionales
| Competición                        | Edición     |
| ---------------------------------- | ----------- |
| Conmebol Libertadores Femenina (2) | 2019, 2021. |

| Conmebol Libertadores Femenina | Conmebol Libertadores Femenina | Conmebol Libertadores Femenina | Conmebol Libertadores Femenina | Conmebol Libertadores Femenina | Conmebol Libertadores Femenina | Conmebol Libertadores Femenina | Conmebol Libertadores Femenina | Conmebol Libertadores Femenina |
| Edición                        | Ronda                          | PJ                             | PG                             | PE                             | PP                             | GF                             | GC                             | Goleador                       |
| ------------------------------ | ------------------------------ | ------------------------------ | ------------------------------ | ------------------------------ | ------------------------------ | ------------------------------ | ------------------------------ | ------------------------------ |
| Copa Libertadores 2009         | No se clasificó                | No se clasificó                | No se clasificó                | No se clasificó                | No se clasificó                | No se clasificó                | No se clasificó                | No se clasificó                |
| Copa Libertadores 2010         | No se clasificó                | No se clasificó                | No se clasificó                | No se clasificó                | No se clasificó                | No se clasificó                | No se clasificó                | No se clasificó                |
| Copa Libertadores 2011         | No se clasificó                | No se clasificó                | No se clasificó                | No se clasificó                | No se clasificó                | No se clasificó                | No se clasificó                | No se clasificó                |
| Copa Libertadores 2012         | No se clasificó                | No se clasificó                | No se clasificó                | No se clasificó                | No se clasificó                | No se clasificó                | No se clasificó                | No se clasificó                |
| Copa Libertadores 2013         | No se clasificó                | No se clasificó                | No se clasificó                | No se clasificó                | No se clasificó                | No se clasificó                | No se clasificó                | No se clasificó                |
| Copa Libertadores 2014         | No se clasificó                | No se clasificó                | No se clasificó                | No se clasificó                | No se clasificó                | No se clasificó                | No se clasificó                | No se clasificó                |
| Copa Libertadores 2015         | No se clasificó                | No se clasificó                | No se clasificó                | No se clasificó                | No se clasificó                | No se clasificó                | No se clasificó                | No se clasificó                |
| Copa Libertadores 2016         | No se clasificó                | No se clasificó                | No se clasificó                | No se clasificó                | No se clasificó                | No se clasificó                | No se clasificó                | No se clasificó                |
| Copa Libertadores 2017         | No se clasificó                | No se clasificó                | No se clasificó                | No se clasificó                | No se clasificó                | No se clasificó                | No se clasificó                | No se clasificó                |
| Copa Libertadores 2018         | No se clasificó                | No se clasificó                | No se clasificó                | No se clasificó                | No se clasificó                | No se clasificó                | No se clasificó                | No se clasificó                |
| Copa Libertadores 2019         | Cuartos de final               | 4                              | 3                              | 1                              | 0                              | 13                             | 6                              | Madelin Riera: 8               |
| Copa Libertadores 2020         | No se clasificó                | No se clasificó                | No se clasificó                | No se clasificó                | No se clasificó                | No se clasificó                | No se clasificó                | No se clasificó                |
| Copa Libertadores 2021         | Fase de grupos                 | 3                              | 1                              | 0                              | 2                              | 5                              | 3                              | Madelin Riera: 3               |

### Resumen estadístico
- Última actualización: 9 de noviembre de 2021.

| Competición                              | Part | PJ | PG | PE | PP | GF  | GC | DG   | PTS | Mejor resultado  |
| ---------------------------------------- | ---- | -- | -- | -- | -- | --- | -- | ---- | --- | ---------------- |
| Torneos nacionales                       |      |    |    |    |    |     |    |      |     |                  |
| Superliga Ecuatoriana de Fútbol Femenino | 3    | 48 | 37 | 4  | 7  | 170 | 40 | +130 | 115 | Campeón          |
| Torneos internacionales                  |      |    |    |    |    |     |    |      |     |                  |
| Conmebol Libertadores Femenina           | 2    | 7  | 4  | 1  | 2  | 18  | 9  | 9    | 13  | Cuartos de final |
| Total                                    | 5    | 55 | 41 | 5  | 9  | 188 | 49 | 139  | 128 | 2 títulos        |

## Palmarés

### Torneos nacionales
| Competición                                    | Títulos     | Subcampeonatos |
| ---------------------------------------------- | ----------- | -------------- |
| Súperliga Ecuatoriana de Fútbol Femenino (2/0) | 2019, 2021. |                |